# Nilogi
Nilogi är en ort i Indien.   Den ligger i distriktet Gulbarga och delstaten Karnataka, i den centrala delen av landet, 1 300 km söder om huvudstaden New Delhi. Nilogi ligger 416 meter över havet och antalet invånare är 5 169.
Terrängen runt Nilogi är platt. Runt Nilogi är det ganska tätbefolkat, med 155 invånare per kvadratkilometer. Närmaste större samhälle är Jevargi, 18,4 km öster om Nilogi. Trakten runt Nilogi består till största delen av jordbruksmark.